# دامنه کشندی

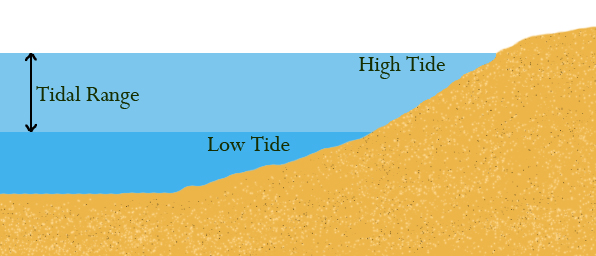

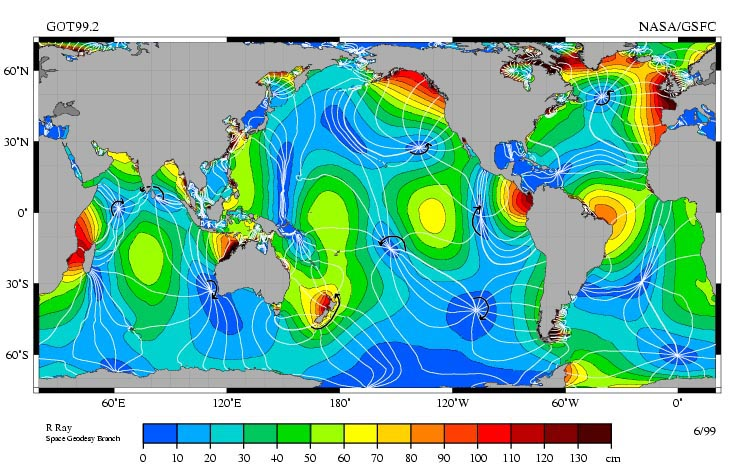
ساختار کشندی M_{2}، اوج دامنه با رنگ نشان داده شده‌است. خطوط سفید خطوط هم‌کشندی هستند که در فاصله فاز ۳۰ درجه (کمی بیش از ۱ ساعت) فاصله دارند. نقاط آمفیدرومیک نواحی آبی تیره هستند که خطوط به هم می‌رسند.

دامنه کشندی یا دامنه جزر و مدی (به انگلیسی: Tidal range)، اختلاف ارتفاع بین فروکشند (جزر) و فراکشند (مد) است. کشند عبارت است از بالا آمدن و پایین آمدن سطح دریاها ناشی از نیروهای گرانشی اعمال‌شده توسط ماه و خورشید و چرخش زمین. اندازه دامنه کشندی به زمان و مکان بستگی دارد.
دامنه کشندی بزرگ‌تر در طول جزر و مد جهشی (دامنه مهکشند، (spring range))، زمانی که نیروهای گرانشی ماه و خورشید هم تراز هستند (در سیزیجی)، یکدیگر را در یک راست (ماه نو) یا در راستای مخالف (ماه کامل) تقویت می‌کنند. در صورتی که با جزر و مد مهکشند منطبق باشد، می‌توان بزرگ‌ترین دامنه کشندی سالانه را در حوالی زمان اعتدال انتظار داشت. مهکشند در ربع دوم و چهارم (آخرین) فاز قمری رخ می‌دهد.
در مقابل، در طول فروکاست کشندی، زمانی که بردارهای نیروی گرانشی ماه و خورشید به صورت خلاف یکدیگر عمل می‌کنند (یک زاویه قائمه با مدار زمین) ایجاد می‌کنند، تفاوت بین کشند بالا و پایین (دامنه کهکشند، (neap range)) کوچک‌ترین اندازه است. کهکشند در ربع اول و سوم فاز قمری رخ می‌دهد.
میانگین دامنه کشندی به عنوان تفاوت بین میانگین سطح آب بالا (یعنی متوسط سطح کشند بالا) و میانگین سطح آب پایین (متوسط سطح کشند پایین) محاسبه می‌شود.

## رده‌بندی
دامنه کشندی به صورت زیر رده‌بندی شده‌است:
- ریزکشندی (Micro-tidal)- زمانی که دامنه کشندی کمتر از ۲ متر (۶'۶¾ اینچ) باشد.
- میان‌کشندی (Meso-tidal)- زمانی که دامنه کشندی بین ۲ متر و ۴ متر (۶'۶¾" و ۱۳'۱½") باشد.
- درشت‌کشندی (Macro-tidal)- زمانی که دامنه کشندی بالاتر از ۴ متر (۱۳'۱½ اینچ) باشد.